# Trentepohlia bromeliae
Trentepohlia bromeliae är en tvåvingeart som beskrevs av Alexander 1969. Trentepohlia bromeliae ingår i släktet Trentepohlia och familjen småharkrankar. Inga underarter finns listade i Catalogue of Life.